# Magnus Sköldmark
Bo Magnus Sköldmark, född 22 september 1968 i Långsele, Västernorrlands län, är en svensk före detta fotbollsspelare (försvarare), som under sin aktiva karriär spelade för Örebro SK, Dalian Shide FC, Dundee United och Gais, och sedan 2024 är teknisk direktör för Gais.

## Spelarkarriär
Sköldmark började spela fotboll i Ransta IK och blev 1984 uttagen till Elitlägret i Halmstad. I oktober–november 1988 testade han för både Västerås SK, Djurgårdens IF och Gais innan han skrev på för Örebro SK.
Sköldmark tog direkt en startplats i Örebros A-lag, och debuterade i en bortamatch mot Halmstad BK på Örjans Vall (seger 2–1). Han spelade totalt 164 matcher i Allsvenskan med Örebro SK och gjorde sex mål. Till en början kunde han inte försörja sig på fotbollen, utan arbetade som fastighetsskötare vid sidan om. Han studerade även ekonomi på högskolan i Örebro 1991 och fortsatte sedan sina studier på GIH åren 1992–1995. Vid det laget tjänade han dock så pass bra på fotbollen att han kunde leva på den.
I januari 1997 skrev Sköldmark på för den kinesiska klubben Dalian Shide FC. I Dalian spelade han med bland andra Jens Fjellström och Niclas Nyhlén, och gick under smeknamnet "Stora vetet" på grund av sin längd och sitt ljusa hår.
Efter nio månader i Kina värvades Sköldmark i september 1997 av Dundee United i skotska högstaligan, där svenskarna Kjell Olofsson och Lars Zetterlund redan spelade. Han spelade 1997 cupfinal mot Celtic, där United dock förlorade med 0–3. Bland Dundee United-fansen är han framför allt hågkommen för sitt mål i en 2–1-seger i ligan över ärkerivalerna Dundee FC. Han gjorde även ett mål för United mot Ayr United i skotska cupen 1999, vilket gjorde att laget gick till semifinal.
Sommaren 2000 återvände Sköldmark till Sverige och Göteborgsklubben Gais, där han var med om att åka ur både Allsvenskan 2000 och Superettan 2001. I division II Västra Götaland 2003 hade Sköldmark en spelande tränarroll under Roberto Jacobsson när klubben tog sig upp i Superettan igen. Efter säsongen slutade han sin karriär.

## Efter spelarkarriären
Sköldmark började som klubbchef i Gais redan 2004, året efter att han slutat som spelare. Han var med när klubben gick upp i Allsvenskan 2005 och stannade kvar i rollen som klubbchef till 2008. Därefter flyttade han med familjen till Örebro, där han 2010 började arbeta för sin gamla klubb Örebro SK. Åren 2016–2019 var han sportchef för klubben, innan han slutade efter en omorganisation. Efter detta gick han en tränarutbildning och tog tränarlicensen Uefa A 2019–2020.
I oktober 2020 presenterades han åter som klubbchef för Gais. Som klubbchef ansvarade han från december 2021 för klubbens sportsliga verksamhet såväl som föreningsutveckling, marknadsfrågor, kommersiella frågor och personalfrågor. Sedan Gais återvänt till Allsvenskan inför säsongen 2024 blev Sköldmark i stället teknisk direktör, med ett helhetsansvar för den sportsliga verksamheten. Positionen som klubbchef intogs då av Povel Fagerström.